# David Howlett
David John Howlett (Wellingborough, 24 de noviembre de 1951) es un deportista británico que compitió en vela en la clase Finn. Ganó una medalla de plata en el Campeonato Europeo de Finn de 1975.

## Palmarés internacional
| Campeonato Europeo | Campeonato Europeo | Campeonato Europeo | Campeonato Europeo |
| Año                | Lugar              | Medalla            | Clase              |
| ------------------ | ------------------ | ------------------ | ------------------ |
| 1975               | Palamós (España)   | Medalla de plata   | Finn               |